# 苗愛民
苗愛民，中華人民共和國政治人物、軍事人物、軍階為少將。
曾仼北京军区装备部副部长、山西省军区副政治委員等職務。